# Wilhelm Füssli (Maler)

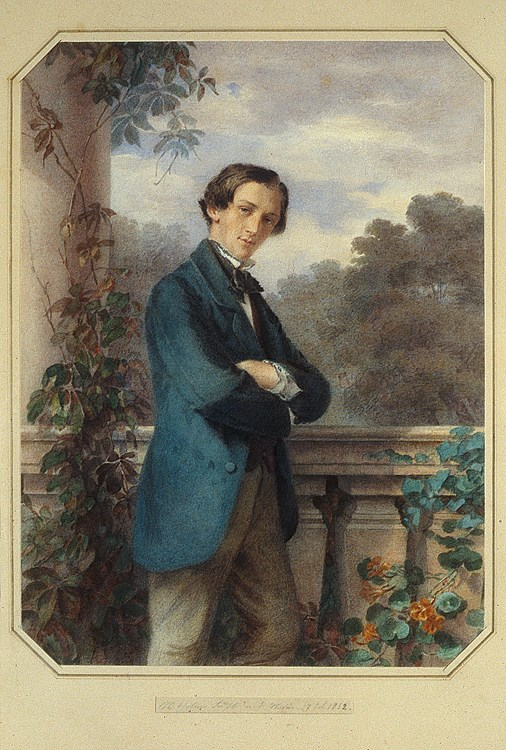
Selbstbildnis, 1852

Wilhelm Heinrich Füssli (* 16. Januar 1830 in Zürich; † 11. Januar 1916 in Baden-Baden) war ein Schweizer Porträtmaler und Zeichner.
Er malte mit Öl- und Pastellfarben.

## Leben
Füssli, Spross der Zürcher Glockengießer- und Künstlerfamilie Füssli, war das einzige Kind des Zürcher Juristen, Politikers und Schriftstellers Wilhelm Füssli und dessen Ehefrau Anna, geborene Locher (* 1807). Er wuchs in einem sehr kunstinteressierten Haushalt auf; sein Vater dilettierte als Maler. Mit Unterstützung der Eltern studierte er 1846 bis 1849 als Schüler von Jakob Becker, der eine Malerei in der Prägung der Düsseldorfer Malerschule vertrat, am Städelschen Institut in Frankfurt am Main. Ab 1849 studierte er für kurze Zeit an der Königlichen Akademie der Bildenden Künste und im Atelier des Historien- und Porträtmalers Johann Baptist Berdellé in München. Die damals moderne Malerei der Münchner Schule sagte ihm allerdings nicht zu. 1850 reiste er nach Venedig. In München lernte Füssli den Maler Oswald Sickert kennen, mit dem er sich eng anfreundete. Zusammen gingen die beiden jungen Künstler 1853 nach Paris, wo sie im Atelier von Thomas Couture mitarbeiteten und Meisterwerke im Louvre studierten. Zwischen 1855 und 1860 verbrachte Füssli wieder eine Zeit in München. 1860 heiratete er Emma Eleonora Viktoria Rosalie von Möllenbeck (* 1835) aus Karlsruhe, die Tochter eines badischen Legationsrats. Danach liess er sich in Italien nieder, zuerst in Florenz, schliesslich in Rom, wo er 1862 und von 1868 bis 1870 wohnte, später erneut in den Jahren 1892/1893. Bald nach der Jahrhundertwende beeinträchtigte ein Augenleiden sein Schaffen. Der Bildhauer Adolf von Hildebrand, der in Italien mit ihm verkehrte, schuf eine Porträtbüste von ihm.
Als gefragter Porträtist begab sich Füssli mehrmals in die Schweiz und nach Deutschland. Ausser Bildnissen umfasst sein Œuvre Figuren- und Landschaftsstudien sowie Skizzen und Karikaturen. Füssli beschickte Schweizer und internationale Ausstellungen (Berlin, Frankfurt am Main, München, Paris, Wien). Eine Sonderausstellung, die 1901 im Kunsthaus Zürich veranstaltet wurde, zeigte rund 40 Bildnisse aus den Jahren 1853 bis 1893. Auch auf der Jahrhundertausstellung deutscher Kunst war er vertreten.
Füsslis in Karlsruhe geborene Tochter Anna Eleonora (1874–1941), genannt Nora, wurde 1895 in dessen zweiter Ehe die Frau des Landwirts Werner von Siemens (1856–1900), Sohn des Industriellen Carl Heinrich von Siemens, und 1923 in dessen dritter Ehe Gemahlin von Werner Ferdinand von Siemens (1885–1937), Sohn des Industriellen Georg Wilhelm von Siemens, nachdem sie von 1905 bis 1908 mit Prinz Malcolm Khan und von 1910 bis 1921 mit dem italienischen General Luigi Fecia di Cossato (1841–1921) verheiratet gewesen war.

## Werke (Auswahl)

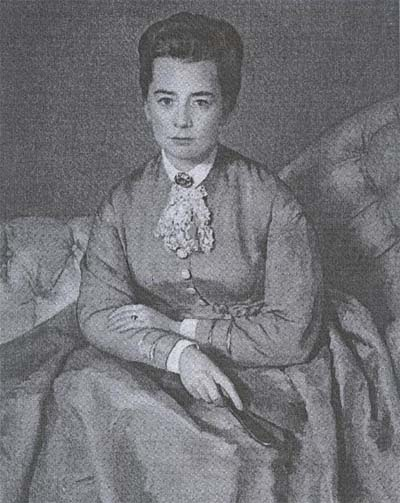
Bildnis von Anna Helmholtz, 1869 (Schwarz-Weiß-Aufnahme)

- Bildnis der sechsjährigen Baronesse Natalie von Uexküll (1852–1935), Öl auf Leinwand, 1858 (Tochter von Natalie von Uexküll (1833–1911))
- Die Familie Julius Meyer, 1867
- Bildnis Anna Helmholtz, 1869
- Brustbildnis eines bärtigen Herrn, 1871
- Sitzende zeichnende junge Frau an der Staffelei, 1888